# Vladimir Hertza
Vladimir Hertza (n. 14 mai 1868, Chișinău – d. 3 august 1924, Chișinău) a fost un jurist și om politic basarabean, totodată, și primul primar al orașului Chișinău după Marea Unire din 1918.

## Biografie

Casa din Chișinău în care a locuit V. Hertza

Vladimir Hertza s-a născut la 14 mai 1868, în Chișinău. Și-a făcut studiile la Gimnaziul Nr.1, cea mai prestigioasă instituție de învățământ din Basarabia pe care a absolvit-o în 1866. Se zice că a absolvit un liceu juridic din Iaroslav.
După ce s-a căsătorit, fără învoirea tatălui său, tânărul a dus în Italia o viață de cântăreț ambulant. Apoi, risipind toată averea părintească s-a statornicit în România. În 1917 a fost instituit în funcția de vicepreședinte al Partidului Național Moldovenesc și al Societății Culturale Moldovenești. El a jucat un rol însemnat în rolul unirii.
A fost președintele Zemstvei ținutul Orhei, primul președinte al Comisiei Școlare Moldovenești. În 1917 a devenit vicepreședinte al Partidului Național Moldovenesc și al Societății Culturale Moldovenești, jucând un rol important în actul Unirii. Între anii 1918-1919 a fost primar de Chișinău. A fost delegat și la conferințele de pace, tratând chestiunea Basarabiei.

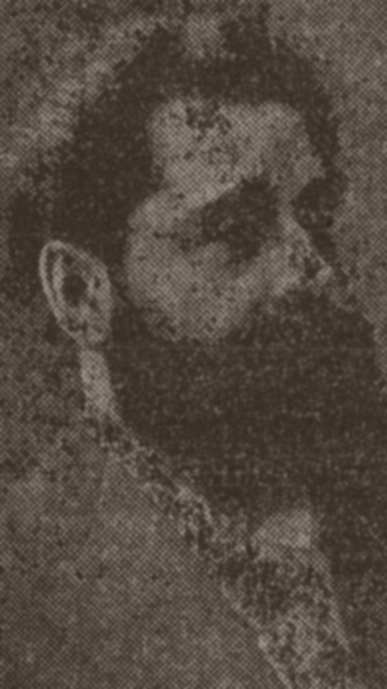
Vladimir Hertza în anii 1900

## Legalitate
O parte a străzii Sfatului Țării din Chișinău a purtat numele lui Vladimir Hertza în perioada 1924-44.
Casa din Chișinău unde a locuit Hertza s-a păstrat până în prezent, găzduind anterior Muzeul Național de Arte Plastice (Bd. Ștefan cel Mare și Sfânt nr. 115).

## Citat
„Acestea le spunem în lumea largă, ca să afle toți că moldovenii știu ce vor, că ei sunt hotărâți să lupte până la sfârșit pentru dobândirea drepturilor lor.”—Vladimir Hertza într-un discurs din cadrul Congresului învățătorilor basarabeni din 25-28 mai 1917